# Arundinaria appalachiana
Arundinaria appalachiana, thường được biết đến với tên gọi tre đồi, là một loài tre thân gỗ có nguồn gốc từ dãy dãy núi Appalachia ở vùng đông nam Hoa Kỳ. Loài này được Triplett, Weakley & L.G. Clark mô tả khoa học đầu tiên năm 2006.